# Krishan Pathak
Krishan Bahadur Pathak (en pendjabi : ਕ੍ਰਿਸ਼ਨ ਬਹਾਦਰ ਪਾਠਕ, et en hindi : कृष्ण बहादुर पाठक) né le 24 avril 1997 à Kapurthala dans le Pendjab, est un joueur de hockey sur gazon indien. Il évolue au poste de gardien de but au Petroleum Sports Promotion Board et avec l'équipe nationale indienne.

## Carrière
Il a fait ses débuts en janvier 2018 lors d'un tournoi sur invitation à Tauranga, en Nouvelle-Zélande.

## Palmarès

### Jeux asiatiques
- : 2018

### Champions Trophy
- : 2018

### Champions Trophy d'Asie
- : 2018
- : 2021

### Coupe du monde U21
- : 2016